# コロンビア郡 (ペンシルベニア州)
コロンビア郡（英: Columbia County）は、アメリカ合衆国ペンシルベニア州にある郡である。2010年現在の人口は67,295人。郡庁所在地はブルームズバーグである。
1813年3月22日、ノーサンバーランド郡の一部地域を分離する形で成立した。コロンビアの名称はアメリカ大陸の発見者、クリストファー・コロンブスに由来する。

## 地理
アメリカ合衆国統計局によると、郡全域の面積は490平方マイル (1,269.1 km2)、うち陸地は486平方マイル (1,258.7 km2)、水域が4平方マイル (10.4 km2) (0.87%) となっている。

### 隣接する郡
- サリバン郡 (北)
- ルザーン郡 (東)
- スクーカル郡 (南)
- ノーサンバーランド郡 (南西)
- モンツアー郡 (西)
- ライカミング郡 (北西)

## 人口動勢
以下は2000年国勢調査による人口統計データである。
| 基礎データ - 人口: 64,151人 - 世帯数: 24,915世帯 - 家族数: 16,568家族 - 人口密度: 51人/km2（132人/mi2） - 住居数: 27,733軒 - 住居密度: 22軒/km2（57/mi2） 人種別人口構成 - 白人: 97.59% - アフリカン・アメリカン: 0.80% - ネイティブ・アメリカン: 0.15% - アジア人: 0.52 - 太平洋諸島系: 0.03% - その他の人種: 0.33% - 混血: 0.58% - ヒスパニック・ラテン系: 0.95% 先祖による人口構成 - ドイツ系: 33.2% - アメリカ人: 10.0% - アイルランド系: 9.4% - イタリア系: 8.1% - ポーランド系: 6.7% - イングランド系: 6.2% | 年齢別人口構成 - 18歳未満: 20.8% - 18-24歳: 14.3% - 25-44歳: 25.9% - 45-64歳: 23.1% - 65歳以上: 15.9% - 年齢の中央値: 38歳 - 性比（女性100人あたり男性の人口） - 総人口: 90.8 - 18歳以上: 87.8 世帯と家族（対世帯数） - 18歳未満の子供がいる: 27.7% - 結婚・同居している夫婦: 53.8% - 未婚・離婚・死別女性が世帯主: 8.7% - 非家族世帯: 33.5% - 単身世帯: 26.6% - 65歳以上の老人1人暮らし: 11.8% - 平均構成人数 - 世帯: 2.42人 - 家族: 2.90人 |

## 自治体

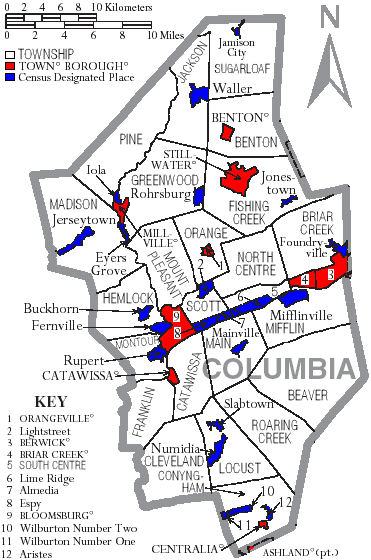
コロンビア郡の地図。町を赤色、郡区を白色、国勢調査指定地域を青色で示している。

### 都市
- ブルームズバーグ

### 町
- アッシュランド (一部地域)
- ベントン
- バーウィック
- ブライヤー・クリーク
- カタウィッサ
- セントラリア
- ミルビル
- オレンジビル
- スティルウォーター

### 郡区
- ビーバー郡区
- ベントン郡区
- ブライヤー・クリーク郡区
- カタウィッサ郡区
- クリーブランド郡区
- カニンガム郡区
- フィッシング・クリーク郡区
- フランクリン郡区
- グリーンウッド郡区
- ヘムロック郡区
- ジャクソン郡区
- ローカスト郡区
- マディソン郡区
- メイン郡区
- ミフリン郡区
- モンツアー郡区
- マウント・プレザント郡区
- ノース・センター郡区
- オレンジ郡区
- パイン郡区
- ロアリング・クリーク郡区
- スコット郡区
- サウス・センター郡区
- シュガーローフ郡区

### 国勢調査指定地域
以下の地域が国勢調査指定地域に指定されている。
- アルミディア
- アリスツ
- バックホーン
- セントラル
- エルク・グローブ
- エスパイ
- エイヤーズ・グローブ
- ファーンビル
- ファウンドリービル
- イオラ
- ジェイミソン・シティ
- ジャージータウン
- ジョーンズタウン
- ライトストリート
- ライムリッジ
- ロックストデール
- メインビル
- ミフリンビル
- ナミディア
- ロアーズバーグ
- ルバート
- スラブタウン
- ウォーラー
- ウィルバートン・ナンバー1
- ウィルバートン・ナンバー2